# Sobă

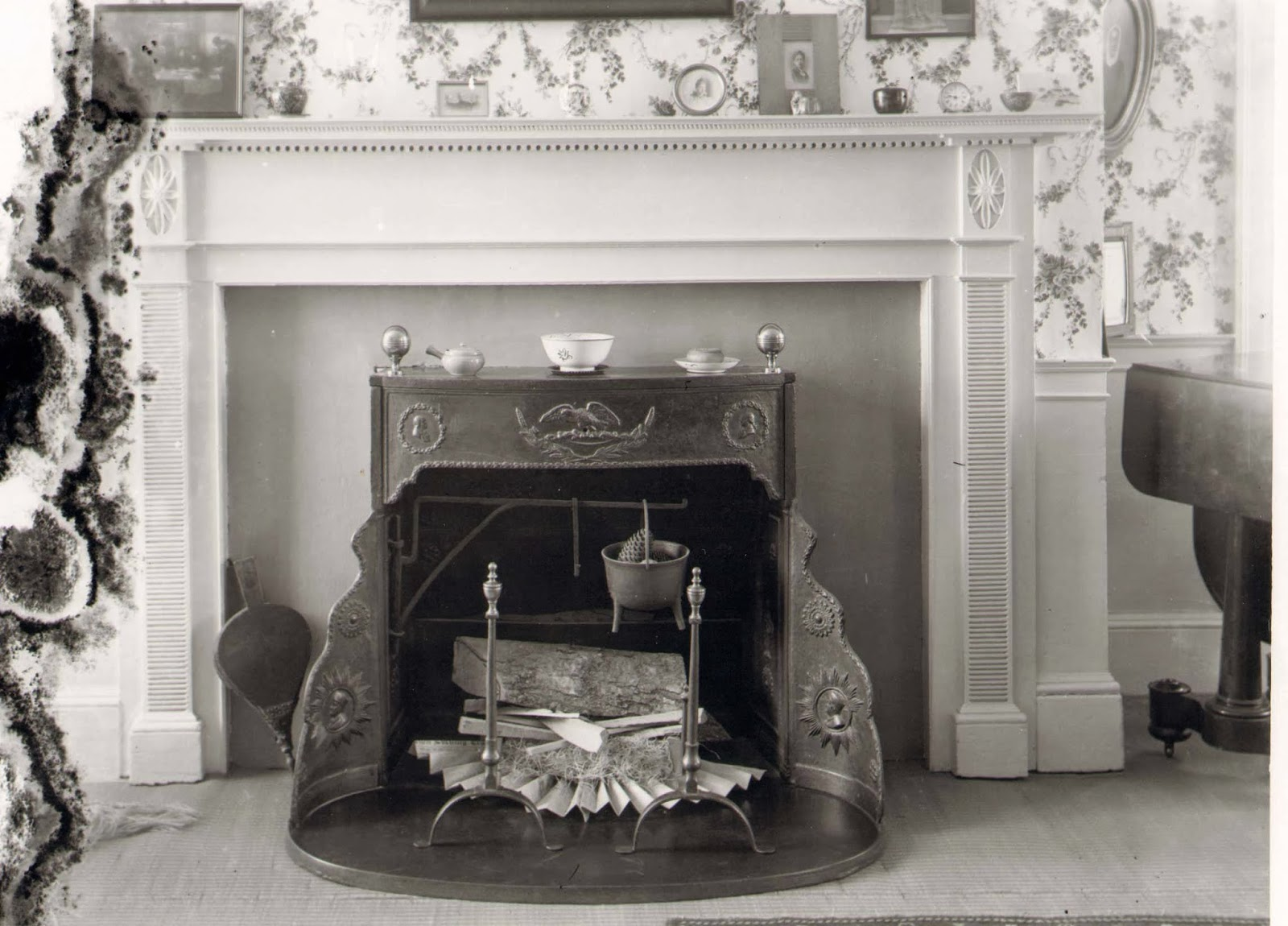
Sobă model Franklin

O sobă este o instalație pentru încălzit sau pentru gătit, construită de obicei din șamotă, cărămidă, lut, teracotă, fontă sau fier. Sobele folosesc pentru ardere combustibili gazoși (gaz natural, GPL), combustibili lichizi (kerosen, CLU, păcură) sau combustibili solizi (lemne, peleți, cărbune, cocs, brichete).
Sobele au beneficiat în ultimii ani o serie de transformări în urma cărora au devenit agregate ce rivalizează cu centralele pe lemne sau pe combustibili solizi.
Au apărut și în România sobe cu focare performante, focare cu ardere secundara ce permit gazeificarea lemnului, sisteme convective performante de genul clopotelor sau în contracurent, care permit o extragere performantă a căldurii din flacără.
Spre deosebire de sobele tradiționale cu căi de fum, noile sobe permit și dimensiuni impresionante și greutăti de câteva tone sau zeci de tone iar capacitatea lor de încălzire este de la câțiva kW la câțiva zeci de kW.
Noile sisteme modulare de construcție a sobelor clopot permit chiar oferirea de soluții pentru hale industriale, lemnul și combustibilul solid a devenit o opțiune chiar și pentru zonele în care încă nu există rețea de distribuție a gazului.

## Sobă electrică

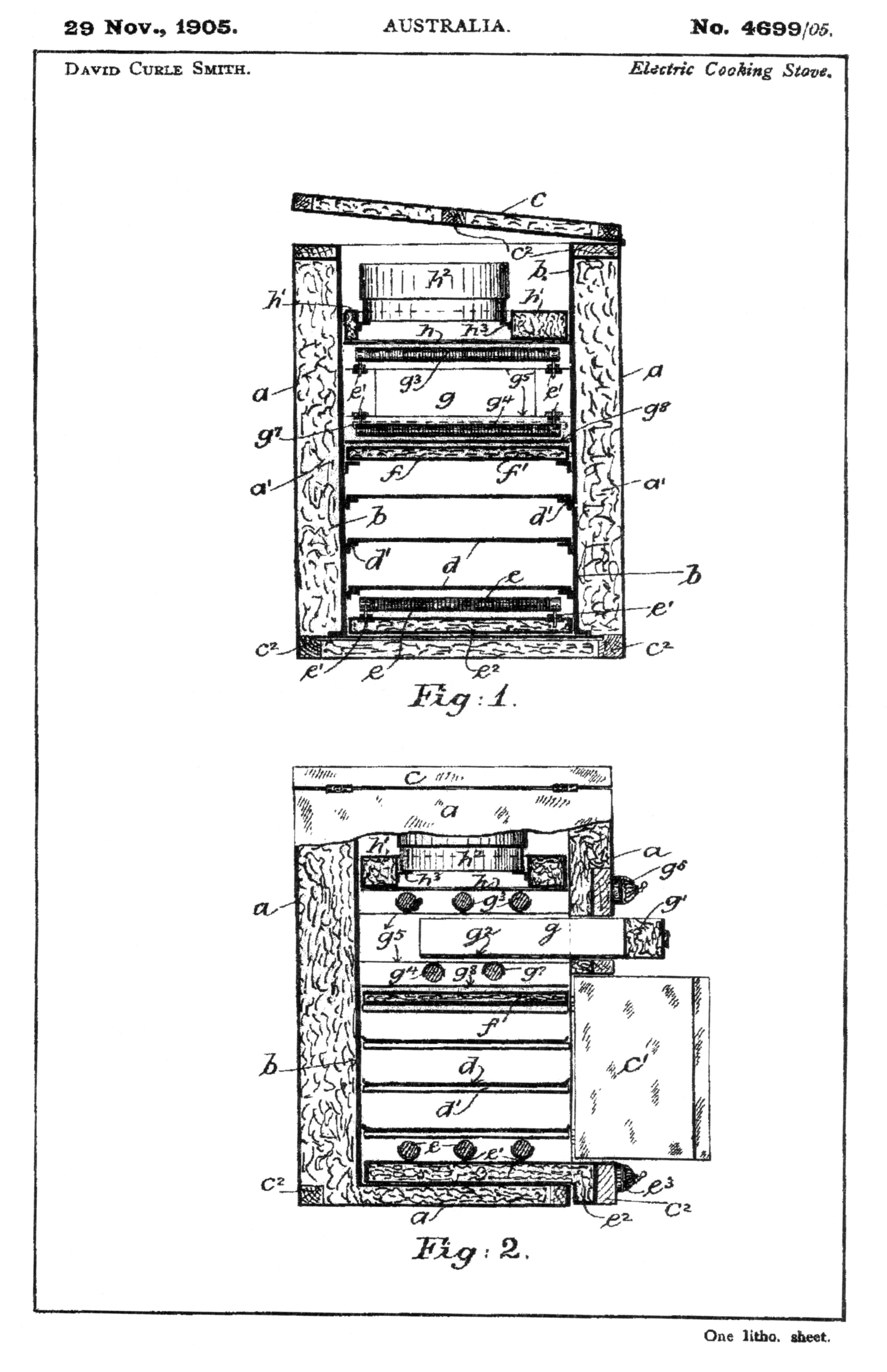
Brevet australian al lui David Curle Smith pentru „aragaz electric de gătit” din 29 noiembrie 1905

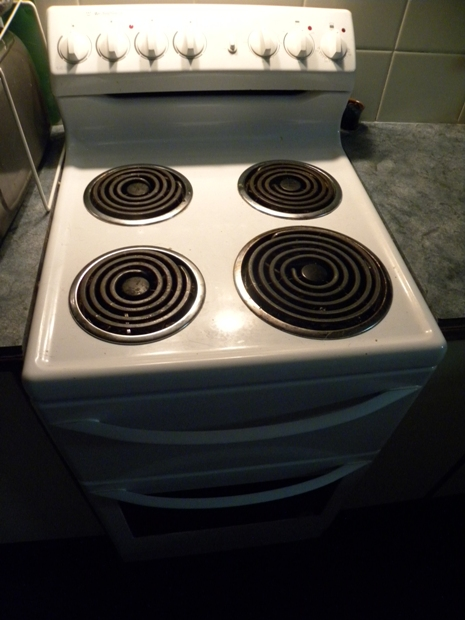
Aragaz electric din secolul XX

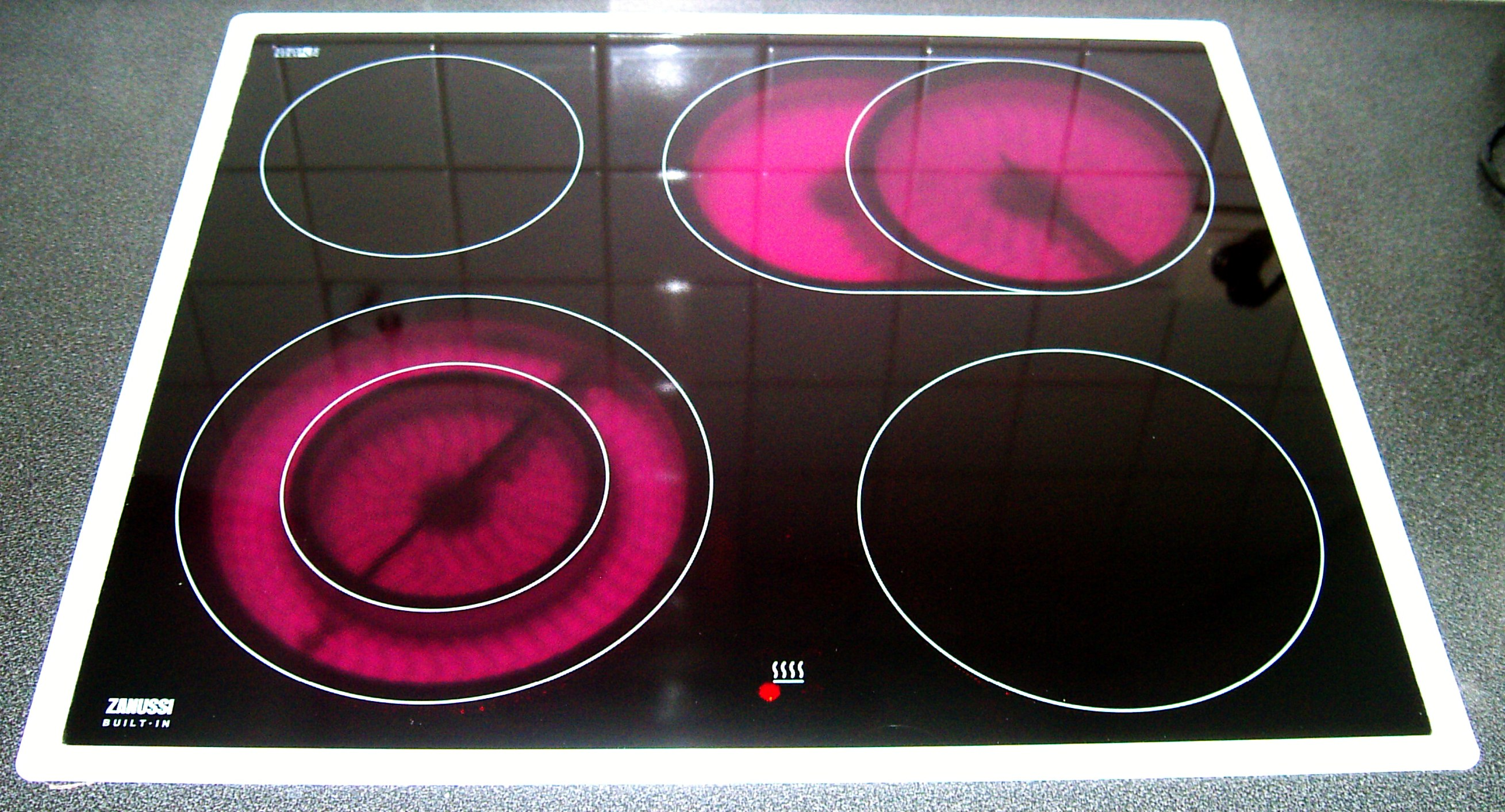
Plită vitroceramică (2005)

Soba electrică, cunoscută și sub denumirile de aragaz electric sau plită electrică, este un aparat electrocasnic utilizat pentru gătire și coacere. Acestea au apărut ca alternativă la sobele cu combustibil solid (lemn sau cărbune) ce oferă o soluție mai curată și mai ușor de utilizat pentru bucătăriile moderne. Unele modele includ și hotă de absorbție integrată. Soba este echipată cu elemente de încălzire (numite și „ochiuri”) ce pot fi controlate prin comutatoare rotative cu trepte fixe sau înterupătoare ce permit reglarea continuă a puterii termice între un minim și un maxim.
Primele brevete pentru aparate de gătit electrice au fost înregistrate în a doua jumătate a secolului al XIX-lea, începând cu un „încălzitor electric” brevetat de George B. Simpson în 1859. În 1892, canadianul Thomas Ahearn a brevetat un cuptor electric, prezentat ulterior la Expoziția Mondială din Chicago (1893). În 1905, David Curle Smith a patentat în Australia un model de sobă electrică cu cuptor și plită suprapusă, al cărei design a influențat configurația sobelor moderne.
Primele sobe electrice comerciale au apărut în Statele Unite în 1908, dar adoptarea a fost lentă din cauza costurilor ridicate, reglajului termic imprecis și duratei reduse de viață. Introducerea aliajului de nicrom a îmbunătățit performanțele. Începând cu anii 1930, sobele electrice au devenit tot mai populare, în special în gospodării, fiind promovate intens de companiile de electricitate pentru a crește cererea de energie electrică și extinderea electrificării rurale.
Sobele electrice timpurii foloseau bobine de încălzire rezistive care încălzeau plăci de fontă. Ulterior, au fost introduse elemente de încălzire în care firele rezistive erau încastrate în tuburi metalice goale, umplute cu magnezit. Aceste tuburi erau dispuse în spirală și susțin direct vasele de gătit.
În anii 1970 au apărut plitele vitroceramice. Sticla-ceramică are o conductivitate termică foarte scăzută și un coeficient de dilatare termică aproape nul, dar permite trecerea radiației infraroșii. Elementele de încălzire pot fi bobine electrice sau lămpi de halogen.
O a treia tehnologie este plita cu inducție, care are de asemenea o suprafață vitroceramică netedă. Funcționează prin inducție electromagnetică și necesită vase feromagnetice, fiind una dintre cele mai eficiente metode moderne de gătit.

## Cercetare și dezvoltare
Căutarea unor sobe de gătit mai sigure și mai puțin poluante reprezintă un domeniu relevant al tehnologiei moderne. La nivel global, în special în țările în curs de dezvoltare, sobele tradiționale utilizate pentru gătit sunt asociate cu riscuri pentru sănătate și siguranță. Potrivit Organizației Mondiale a Sănătății, aproximativ 1,5 milioane de persoane mor anual ca urmare a inhalării fumului rezultat din arderea incompletă a combustibilului în spații închise, fenomen cauzat în principal de utilizarea unor sobe improprii sau defectuoase.